# Cristianesimo in Egitto

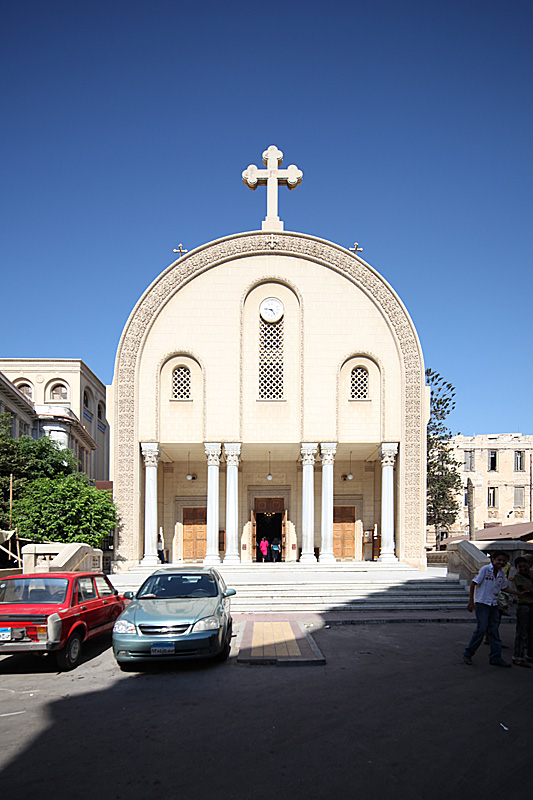
Veduta esterna della "Cattedrale ortodossa copta di San Marco" ad Alessandria d'Egitto.

Il cristianesimo in Egitto è la seconda religione più diffusa. I cristiani egiziani, che appartengo quasi tutti al gruppo etnoreligioso dei copti (aderenti alla Chiesa copta ortodossa o altre chiese copte), con molta probabilità rappresentano all'incirca il 10% dell'intera popolazione del paese, anche se le stime date da diverse fonti spaziano tra il 10% e il 20%.
Mentre è una minoranza all'interno del suolo egiziano, la popolazione cristiana del paese è la più ampia in termini assoluti in tutto il Medio Oriente e in Nordafrica. La storia del cristianesimo in Egitto risale al primo periodo dell'impero romano, con Alessandria d'Egitto che è stata uno dei primi centri del cristianesimo.

## Demografia
Nessuno possiede a tal proposito numeri che possano dirsi completamente esatti. il "CIA Fact Book" li stima al 10% (2012), mentre la relazione degli Stati Uniti d'America sugli affari del Medio Oriente uscita nel 1997 dice che "le stime della dimensione della popolazione cristiana dell'Egitto variano dai dati del governo più bassi tra 6 e 7 milioni ai 12 milioni registrati da parte di alcuni leader cristiani. I numeri reali possono essere nel rango di 9-9.500.000, su una popolazione egiziana di oltre 60 milioni ", da cui si ricava una stima di circa il 10-20% ".
Diverse fonti danno come probabile una percentuale inserita tra il 10-20%. Il "Pew Forum", riportando le statistiche del governo ufficiale egiziano, ha dichiarato nel 2011 la popolazione cristiana essere del 5,3% (4,3 milioni su un totale di 80). Il Foreign Office britannico dà una cifra che si avvicina al 9%, mentre il sito web "LookLex" dà come percentuale il 10, ma fa notare che altre fonti vanno dal 3 al 20. Il "Christian Post" nel 2004 cita l'Associazione copta degli Stati Uniti come indicatore che segnala al 15% il dato raggiunto dalla popolazione cristiana nativa.
Oltre il 95% dei cristiani egiziani appartiene alla chiesa ortodossa copta di Alessandria, una tra le chiese ortodosse orientali più antiche. La Chiesa copta viene a costituire la più grande comunità cristiana presente stabilmente in Medio Oriente e possiede da 4 ad 8 milioni di seguaci in Egitto, oltre ad 1,2 milioni all'estero (appartenenti alla diaspora copta); ma nessuno conosce veramente il numero preciso in quanto non vi è mai stato un censimento che contasse la popolazione religiosa dello stato.
Il 10% è la cifra accettata sui generis, ma il numero reale potrebbe essere alquanto più elevato; in numeri assoluti tra gli 11 e i 13 milioni secondo un articolo citato dalla Chiesa copta egiziana. La Chiesa copta ortodossa è guidata dal Papa della Chiesa ortodossa copta nonché patriarca di Alessandria, attualmente (a partire dal 2012) Papa Teodoro II di Alessandria. Chiese sorelle collegate sono situate in Armenia, Etiopia ed Eritrea, India, Libano e Siria.
Altri cristiani egiziani nativi comprendono i seguaci della Chiesa cattolica copta, della Chiesa evangelica presbiteriana d'Egitto e da varie altre denominazioni di copti protestanti. Comunità non native di cristiani si trovano in gran parte nelle maggiori regioni urbane di Alessandria e del Cairo, e sono membri del Patriarcato greco-ortodosso di Alessandria, della Chiesa cattolica greco-melchita, della Chiesa apostolica armena, della Chiesa latina, della Chiesa Episcopale di Gerusalemme e del Medio Oriente, della Chiesa maronita, della Chiesa cattolica armena, della Chiesa cattolica caldea, della Chiesa cattolica sira o della Chiesa ortodossa siriaca. Sparsi tra le varie chiese vi sono un certo numero di credenti in Cristo con un background musulmano. Uno studio del 2015 stima in circa 14.000 tali credenti in Egitto, convertitisi dall'Islam.

### Denominazioni cristiane in Egitto per numero di aderenti
| Denominazione                                                           | Numero di egiziani aderenti                                                                                                  |
| ----------------------------------------------------------------------- | --- |
| Chiesa ortodossa copta                                                  | 7.200.000 |
| Patriarcato greco-ortodosso di Alessandria                              | 35.000 (4.500 di loro sono di discendenza greca, il resto per lo più siro-libanesi                                           |
| Chiesa cattolica copta                                                  | 161.000 |
| Chiesa evangelica d'Egitto (Sinodo del Nile)                            | 14.000 |
| Assemblee di Dio                                                        | 7.500 |
| Battismo                                                                | 4.000 |
| Libera Chiesa Metodista                                                 | 2.000 |
| Chiesa dei "Fratelli cristiani"                                         | 1.500 |
| Chiesa Anglicana (Chiesa Episcopale di Gerusalemme e del Medio Oriente) | 1.000 - 1.500 |
| Chiesa cattolica greco-melchita                                         | 9.000 (gli aderenti sono per lo più di discendenza siro-libanese)                                                            |
| Chiesa apostolica armena                                                | 8.000 |
| Chiesa latina cattolica                                                 | 8,000 (precedentemente grandi comunità di italiani e maltesi costituivano la maggioranza della popolazione cattolica latina) |
| Chiesa maronita                                                         | 5.000 (gli aderenti sono per lo più di discendenza libanese                                                                  |
| Chiesa Pentecostale di Dio                                              | 375 |
| Chiesa cattolica siriaca                                                | 2.000 |
| Chiesa pentecostale metodista della santità                             | 140 |
| Chiesa cattolica armena                                                 | 1.200 |
| Chiesa di Dio della profezia                                            | 110 |
| Chiesa cristiana avventista del settimo giorno                          | 852 |
| Chiesa cattolica caldea                                                 | 500 |
| Chiesa ortodossa siriaca                                                | 450-500 |

## Storia
Ai tempi dell'Impero Romano i cristiani erano la maggioranza in Egitto, tanto che li si potrebbe identificare con gli egiziani di allora. Già in età romana infatti c'era stata la conversione dal paganesimo al cristianesimo, e la comunità cristiana egiziana di Alessandria d'Egitto è tra le più antiche, esistendo dagli albori del cristianesimo.
Dopo la conquista degli arabi iniziò la sostituzione di lingua, religione e cultura egiziane con quelle arabe. Secondo la legge islamica, a cristiani ed ebrei è concesso mantenere la loro fede ma a condizioni socialmente ed economicamente svantaggiose: chi non passava alla nuova religione doveva pagare imposte aggiuntive (la jizya e la Kharāj); i matrimoni misti tra musulmani e cristiani o ebrei erano vietati, potendo celebrarsi solo previa conversione all'islam dello sposo o della sposa; non era possibile invece la conversione dall'islam a qualsiasi altra religione, fatto punibile con la morte. Nonostante ciò spinse molti all'abbandono del cristianesimo, si mantenne una comunità di cristiani rimasti fedeli alla loro religione che resiste fino ad oggi come minoranza.
Oggi in stragrande maggioranza i cristiani fanno parte della Chiesa copta; la parola "copto" deriva dalla stessa radice di "Egitto", e possiamo confrontarla con il latino "Aegyptus" considerando il cambiamento fonologico C-G, escludendo le vocali e la desinenza grammaticale (similmente si potrebbe fare col greco):
aeGyPTus—G-PT--
--CoPT-
Scritta con l'alfabeto greco (e ciò ci permette di conoscerne la fonetica), la lingua copta non è altro che l'ultimo stadio evolutivo della lingua degli antichi egizi.
La lingua egiziana parlata fu sostituita con l'arabo, ed il copto ci è arrivato solo come lingua morta. È però grazie a tale lingua ed ai cristiani copti che l'hanno mantenuta (come lingua liturgica) che saranno decifrati i geroglifici dopo la scoperta della Stele di Rosetta da parte del grande linguista francese Jean-François Champollion che sosteneva di poter pensare in copto. Egli, al contrario di altri studiosi che erano riusciti ad individuare solo pochi nomi propri, effettuò i suoi studi sulla stele in modo più scientifico e sistematico, usando come chiave di lettura la sua conoscenza della grammatica copta.

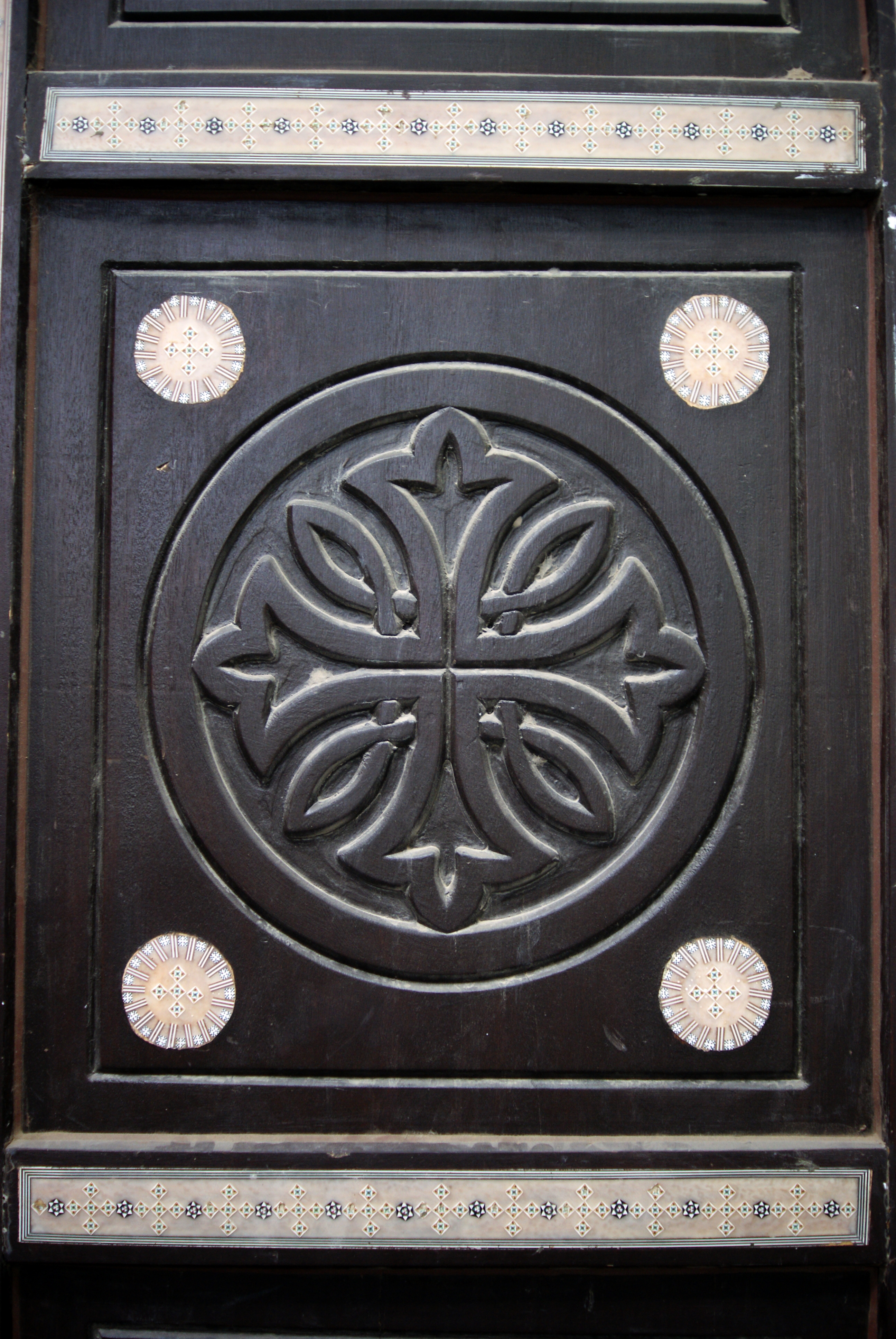
Chiesa copta in Egitto, particolare